# آهنگی برای ماریون
آهنگی برای ماریون (به انگلیسی: Song for Marion) فیلمی محصول سال ۲۰۱۲ و به کارگردانی پل اندرو ویلیامز است. در این فیلم بازیگرانی همچون ترنس استامپ، جما آرترتون، کریستوفر اکلستون، ونسا ردگریو، ان رید و بیل توماس ایفای نقش کرده‌اند.